# Die eisernen Stiefel
Die eisernen Stiefel ist ein Märchen (AaTh 400). Es steht in Johann Wilhelm Wolfs Deutsche Hausmärchen an Stelle 19.

## Inhalt
Das Königspaar ist traurig, denn sie sind kinderlos. Als ihnen ihr Schloss abbrennt, vermögen sie es mittels einer Goldkiste noch wieder aufzubauen. Nach dem zweiten Brand leben sie verarmt im Wald. Einmal beim Holzfällen kommt ein Fremder und bietet dem König wieder Reichtum im Tausch für das, was er nicht wisse. Sie bauen wieder ein Schloss, die Frau ist schwanger, der Sohn aber dem Teufel verkauft. Sie lassen ihn vom Priester erziehen, der ihn Gottesfurcht lehrt und ihm einen Stab mitgibt, als er mit 15 in den Wald muss. Damit haut er den Teufeln auf die Pfoten, die ihn mit zwei fliegenden Schiffen und einem goldenen Wagen holen wollen. Er beschließt, das Himmelreich aufzusuchen. Der Priester schickt ihn durch den Wald zu einem Eremiten, der übers Wasser zu seinem Bruder, der über noch eines zum dritten. Bei dem wohnen Vögel, der Greif trägt ihn ins Himmelreich. Er erlöst dort eine Prinzessin aus ihrer Schlangengestalt, indem er drei Nächte im Schloss aushält, ohne sich von einer Spukgesellschaft zum Tanzen verleiten zu lassen. Sie zerschneiden ihn, die Prinzessin heilt ihn. Sie leben glücklich im Schloss. Nur in ein Gartenhäuschen darf er nicht sehen, tut es doch, sieht die Welt und kriegt Heimweh. Seine Frau warnt ihn noch, sie ja nur im Notfall zu sich zu rufen. Als sein Vater ihm aber nicht glaubt, dass sie schöner ist als seine neue Frau, ruft er sie beim Namen. Sie schreibt ihm auf, er könne nicht eher wieder ins Himmelreich, als ein Paar Eisenstiefel zerreißen. Solche lässt er sich machen, geht immerzu, bis sie abgenutzt sind, und lässt sich erneut vom Greifen hoch tragen. Er stellt ihr die Stiefel vor die Tür. Der andere Bräutigam verschwindet.

## Stil
Die Teufel singen: „Die Zeit und Stunde die ist aus, / Ferdinand, Ferdinand komm herauf!“ Die Frau schreibt: „Es ist dir unmöglich, ein Paar eiserne Stiefel zu zerreißen / Und ebenso unmöglich, wieder ins himmlische Paradies zu reisen“, was er abwandelt: „Es ist möglich, ein Paar eiserner Stiefel zu zerreißen, / Und ist auch möglich ins himmlische Paradies zu reisen.“ Am Ende benutzt sie vor den Hochzeitsgästen das Schlüsselgleichnis, sie habe sich einen neuen Schlüssel machen lassen und doch den alten wiedergefunden, vgl. Grimms Die zwölf Jäger, Prinz Schwan.

## Herkunft
Der Titel Die eisernen Stiefel ist bei Wolf nicht mit einem Sternchen (*) versehen, was laut seiner Vorrede anzeigt, dass er selbst den Text ausarbeitete. Laut seiner Vorrede hörte Wilhelm von Ploennies das besonders schöne Märchen im Odenwald. Vgl. zur Eingangsmotivik Das graue Männchen, zu den drei Eremiten Grünus Kravalle. Qualnächte zur Erlösung haben Wolfs Märchen oft, etwa Die Prinzessin von Tiefenthal, dass sie ihn dann wie Isis den Osiris wiederbelebt auch Die zwölf Brüder. Vgl. besonders Wolfs Von der schönen Schwanenjungfer, Grimms Der König vom goldenen Berg, später Jahns Die Maränen, Die Königin von Tiefenthal.

## Hörspielbearbeitung
- 2011: Reihentitel: Als das Wünschen noch geholfen hat ...: Die eisernen Stiefel – Regie: Uwe Schareck, Uta Reitz (WDR)[3]